# Vlaamse Vereniging van Journalisten
De Vlaamse Vereniging van Journalisten (VVJ) is een Belgische belangenorganisatie van Vlaamse journalisten. 

## Historiek
De VVJ ontstond in 1998 toen door de federalisering van België een opsplitsing plaatsvond van de Algemene Vereniging van Beroepsjournalisten in België (AVBB) in een Vlaamse en Franstalige vereniging. De vereniging opereert als een soort vakbond die alle aspecten van het beroep behandelt: onder andere de begeleiding van beginnende journalisten, het beschermen van de persvrijheid en het bronnengeheim, het bieden van juridische ondersteuning van journalisten, etc.
Lange tijd bestonden in België twee algemene journalistenverenigingen. De beroepsgroep werd verdeeld naar het medium waar ze hun beroep uitoefenden: de algemene pers of de gespecialiseerde (vak)pers. De laatste groep was verenigd in de Vereniging van Journalisten van de Periodieke Pers (VJPP). Medio 2016 vond een fusie tussen beide organisaties plaats.

## Structuur

### Bestuur
Voorzitter van de raad van bestuur is Kris Van Haver en ondervoorzitter is Karl van den Broeck. Nationaal secretaris is Charlotte Michils. De hoofdzetel van de organisatie is gevestigd in de Zennestraat 21 te Brussel.
| Tijdspanne   | Voorzitter                 |
| ------------ | -------------------------- |
| 1999 - 2003  | Luc Standaert              |
| 2003         | Josse Abrahams             |
| 2003         | Luc Standaert (waarnemend) |
| 2003 - 2015  | Marc Van de Looverbosch    |
| 2015 - heden | Kris Van Haver             |

| Tijdspanne   | Algemeen secretaris |
| ------------ | ------------------- |
| 1998 - 2023  | Pol Deltour         |
| 2023 - heden | Charlotte Michils   |

### Nevenorganisaties
Samen met haar Franstalige tegenhanger Association des journalistes professionnels (AJP) vormt ze de koepelorganisatie Algemene Vereniging van Beroepsjournalisten in België (AVBB), die op haar beurt is aangesloten bij de International Federation of Journalists (IFJ).
De VVJ brengt het vakblad De Journalist uit. 

## Perskaart
De VVJ is de enige vereniging die in Vlaanderen perskaarten mag uitreiken, al betekent lidmaatschap van de VVJ niet automatisch dat deze kaart ook effectief wordt afgeleverd. De concurrerende Vlaamse Journalisten Vereniging (VJV) geeft een eigen kaart uit, maar die geniet geen officiële status.